# Mamadou Diakhon
Mamadou Diakhon, né le 22 septembre 2005 à Strasbourg en France, est un footballeur français qui joue au poste d'ailier au Club Bruges KV.

## Biographie

### En club
Né à Strasbourg en France d’un père malien et une mère sénégalaise, Mamadou Diakhon est notamment formé par le Stade de Reims.
C'est avec ce club qu'il commence sa carrière professionnelle, jouant son premier en Ligue 1 le 13 août 2023, lors de l'avant-dernière journée de la saison 2022-2023, face à l'Olympique lyonnais. Il entre en jeu à la place de Junya Ito et son équipe est battue par trois buts à zéro.
Le 4 juillet 2023, Diakhon signe son premier contrat professionnel avec Reims, le liant au club jusqu'en juin 2026,. 
Le 18 août 2025, le Club Bruges KV annonce avoir recruté Mamadou Diakhon pour une durée de quatre saisons. 

### En sélection
En mars 2023, Mamadou Diakhon est convoqué pour la première fois avec l'équipe de France des moins de 18 ans. Il joue son premier match avec cette sélection lors de ce rassemblement, le 24 mars 2023, contre l'Allemagne et se fait remarquer à cette occasion en marquant son premier but, participant ainsi à la victoire de son équipe par quatre buts à trois.
Il participe au tournoi Maurice Revello avec l'équipe de France espoirs en juin 2023.

## Statistiques

### Statistiques détaillées
Le tableau ci-dessous présente les statistiques en carrière de joueur de Mamadou Diakhon.

| Saison                | Club                  | Championnat           | Championnat | Championnat | Championnat | Coupe(s) nationale(s) | Coupe(s) nationale(s) | Coupe(s) nationale(s) | Compétition(s) continentale(s) | Compétition(s) continentale(s) | Compétition(s) continentale(s) | Compétition(s) continentale(s) | Barrage | Barrage | Barrage | Total | Total | Total |
| Saison                | Club                  | Division              | M.          | B.          | P.d.        | M.                    | B.                    | P.d.                  | Comp.                          | M.                             | B.                             | P.d.                           | M.      | B.      | P.d.    | M.    | B.    | P.d.  |
| 2022-2023             | Stade de Reims        | Ligue 1               | 2           | 0           | 0           | -                     | -                     | -                     | -                              | -                              | -                              | -                              | -       | -       | -       | 2     | 0     | 0     |
| 2023-2024             | Stade de Reims        | Ligue 1               | 11          | 0           | 0           | 2                     | 2                     | 0                     | -                              | -                              | -                              | -                              | -       | -       | -       | 13    | 2     | 0     |
| 2024-2025             | Stade de Reims        | Ligue 1               | 28          | 2           | 1           | 6                     | 1                     | 1                     | -                              | -                              | -                              | -                              | 1       | 0       | 0       | 35    | 3     | 2     |
| 2025-2026             | Stade de Reims        | Ligue 2               | 1           | 1           | 0           | -                     | -                     | -                     | -                              | -                              | -                              | -                              | -       | -       | -       | 1     | 1     | 0     |
| Sous-total            | Sous-total            | Sous-total            | 42          | 3           | 1           | 8                     | 3                     | 1                     | -                              | -                              | -                              | -                              | 1       | 0       | 0       | 51    | 6     | 2     |
| 2025-2026             | Club Bruges KV        | Division 1A           | -           | -           | -           | -                     | -                     | -                     | C1                             | 1                              | 0                              | 0                              | -       | -       | -       | 1     | 0     | 0     |
| Total sur la carrière | Total sur la carrière | Total sur la carrière | 42          | 3           | 1           | 8                     | 3                     | 1                     | -                              | 1                              | 0                              | 0                              | 1       | 0       | 0       | 52    | 6     | 2     |

## Palmarès
Il est finaliste de la Coupe de France en 2025 avec le Stade de Reims.